# Leipzig Allee-Center järnvägsstation

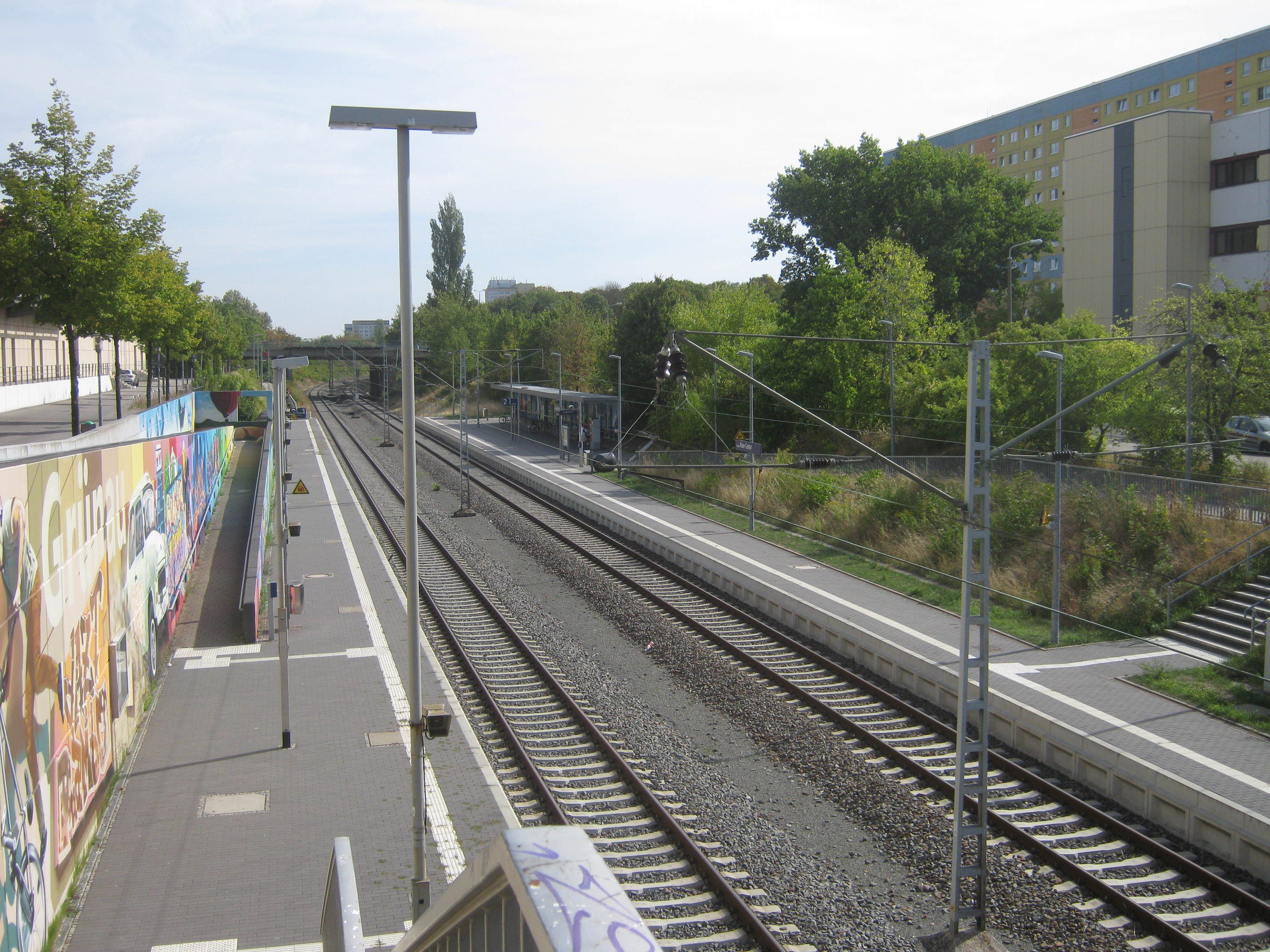
Leipzig Allee-Center

Leipzig Allee-Center är en järnvägsstation i Grünau, Leipzig. Stationen öppnade för trafik 1980 med namnet Wilhelm-Pieck-Allee, men byttes senare till Stuttgarter Allee för att senare får dagens namn. Stationen ligger på järnvägen Leipzig-Plagwitz–Leipzig Miltitzer Allee och är del av S-Bahn Mitteldeutschland, linje S1. 